# Про природу речей
«Про природу речей» (лат. «De rerum natura») — поема римського поета Лукреція — і єдиний повністю збережений поетичний твір, у якому проповідується вчення Епікура.
Слід зауважити, що Лукрецій, переконаний і пристрасний послідовник Епікура, не відтворив у своїй поемі всього вчення останнього: він виклав головним чином Епікурову фізику. У детальному викладі фізики Епікура полягає величезна заслуга Лукреція, тому що саме ця сторона Епікурового вчення становить зовсім винятковий інтерес для історії наукової думки і матеріалізму. Що ж до вчення про критерії (каноніки) і етики, то він зачіпає їх лише побіжно.
Епікур (давньогрецький філософ 4-3 століття до н. е.) був найбільшим матеріалістом і атеїстом античного світу, ідеологом рабовласницької демократії, розвивав атомістичну філософію. Навчав, що матерія вічна, і що боги не можуть у неї втручатися. Мета філософії — щастя людини, заради якого потрібно звільнитися від внутрішніх страхів і забобонів, пізнати закони природи. Суть філософії спрямована проти забобонів і містики.
Поема Лукреція складається із шести книг. У перших двох книгах викладається атомістична теорія світобудови, що відкидає втручання богів у мирські справи.
Книга третя присвячена вченню Епікура про душу, причому наводяться докази, що душа матеріальна, смертна і що страх перед смертю безглуздий. У четвертій книзі знаходиться виклад питань про людину, а також про чуттєві сприйняття, в яких Лукрецій бачить основу людських знань. У п'ятій книзі Лукрецій займається проблемами космогонії, пояснюючи походження землі, неба, моря, небесних тіл і живих істот. У кінці цієї книги дається блискучий нарис поступового розвитку людства і людської культури і розбирається питання про походження мови. Основний зміст шостої книги — знищення забобонних страхів шляхом природного пояснення явищ природи, що вражають людину. Тут йдеться про грім, блискавки, хмари, дощ, землетруси, виверження Етни, розливи Нілу, про різні незвичайні властивості джерел та інші явища природи. Закінчується остання книга міркуванням про хвороби і описом загального мору в Афінах під час Пелопоннеської війни в 430 році до н. е.
Цей фінал утворює ефектний контраст зі вступом до поеми, що є патетичним прославлянням Венери як символу творчої та життєдайної сили.
У своїй поемі Лукрецій дає пояснення всього сущого, намагаючись перш за все звільнити людську думку від усяких забобонних і брехливих уявлень про що-небудь надчуттєве, містичне, таємниче, оскільки:
… вмирущі здебільшого марно здіймають
Рій осоружних турбот і погідність душі каламутять.
Як ото діти бояться, бува, серед темної ночі
Хтозна-чого, все тремтять, так і ми серед білої днини,
Хоч і дорослі, тривожимось тим, що, повір, не страшніше,
Ніж усе те, чого ждуть серед ночі, здригаючись, діти.
Значить, розвіяти страх цей, що в душу закрався, повинні
Не ясносяйного сонця провісники — промені-стріли,
Не найяскравіший день, а природа — весь лад її, вигляд.
(Книга VI, 33-41) (Переклад А. Содомори)
Цей кілька разів повторюваний Лукрецієм рефрен (I, 146—148; II, 59-61; III, 91-93; VI, 39-41) вказує на основну філософську мету поеми «Про природу речей»: дати раціональне й матеріалістичне тлумачення світу. У творі Лукреція можна знаходимо неясне передчуття багатьох наукових відкриттів і проблем.
Так, у книзі I він висловлює закон, згодом відомий як закон збереження маси чи енергії, про незруйновність, вічність матерії. Нічого не виникає з нічого і ніщо не повертається в ніщо. Краплі дощової води перетворюються в листя дерев, в хлібні зерна, в траву, які своєю чергою живлять різні породи тварин і саму людину — за допомогою безперервного колообігу підтримується і відновлюється світове життя.
Глибока пристрасна впевненість Лукреція в правоті проповідуваної ним філософії, винятковий поетичний талант і майстерність, з якою він висловлює свої думки, намагаючись їх зробити не тільки переконливими, але і зрозумілими для кожної людини, роблять його поему «Про природу речей» одним з величних творів світової літератури. Це усвідомлювали вже самі римляни:
Щастя довідавсь, хто зміг розпізнатися в силах природи,
Хто всі жахи потоптав і долю свою невідхильну
Кинув до ніг і суворого рев Ахеронту зневажив.
(Вергілій. Георгіки, II. Переклад М. Зерова)

Слід зазначити, що поему варто сприймати більше як дидактичний твір, аніж філософський, через викладення, неповне, до того ж ідей філософії, яку Лукрецій запозичив у Епікура.